# Le Mystère du château noir
Pour plus de détails, voir Fiche technique et Distribution.
Le Mystère du château noir (The Black Castle) est un thriller américain, réalisé par Nathan Juran en 1952.

## Synopsis
Sir Ronald Burton, aventurier anglais du XVIIIe siècle, croit que ses deux amis ont été assassinés par le Comte Von Bruno dans son domaine de la Forêt-Noire. Arrivant au château de Von Bruno pour en faire la preuve, Burton apprend que la malheureuse épouse du Comte, Elga et le docteur Meissen, médecin du château, sont pour ainsi dire prisonniers. Soupçonnant les intentions de Burton, Von Bruno et le géant Gargon, son homme de main muet et balafré, découvrent que l'Anglais fut jadis responsable de leur capture par des indigènes Africains et des tortures qu'ils avaient subies pour avoir fait du trafic d'ivoire. Le Comte veut tuer Burton au cours d'une chasse au léopard, mais Sir Ronald en réchappe et part apporter aux autorités autrichiennes les preuves de la culpabilité de Von Bruno. Mais il revient au château quand il apprend que le Comte veut tuer Elga parce qu'elle est amoureuse de lui…

## Fiche technique
- Titre français : Le Mystère du château noir
- Titre original : The Black Castle
- Réalisation : Nathan Juran
- Scénario : Jerry Sackeim
- Photographie : Irving Glassberg
- Montage : Russell F. Schoengarth
- Costumes : Bill Thomas
- Direction musicale : Joseph Gershenson
- Maquillage : Bud Westmore, Joan St. Oegger
- Production : William Alland pour Universal Pictures
- Genre : thriller, horreur
- Durée : 81 minutes
- Date de sortie : 
  - États-Unis : 25 décembre 1952

## Distribution
- Richard Greene : Sir Ronald Burton, alias Richard Beckett
- Rita Corday : Comtesse Elga Von Bruno
- Stephen McNally : Comte Karl Von Bruno
- Boris Karloff : Dr. Meissen
- Lon Chaney Jr. : Gargon
- John Hoyt : Comte Steiken
- Michael Pate : Comte Ernst Von Melcher
- Nancy Valentine : Thérèse Von Wilk
- Tudor Owen : Romley
- Henry Corden : Fender
- Otto Waldis : Krantz